# Muriel (prénom)
Pour les articles homonymes, voir Muriel.
Muriel est un prénom épicène, majoritairement féminin mais également et occasionnellement masculin.

## Étymologie
D'origine celtique, il dérive du gaélique muirgheal, formé sur muir (mer) et eall (brillant) et signifiant « mer radieuse » ou « mer étincelante ».

## Variantes
On rencontre les variantes Muriele, Murièle, Muriella et Murielle.

## Date de fête
La fête a lieu le 15 août.

## Personnes portant ce prénom
- Pour voir tous les articles concernant les personnes portant ce prénom, consulter les pages commençant par Muriel et Murielle.